# Franz Ockermüller
Franz Ockermüller (* 21. Mai 1915 in Wien; † 5. Dezember 1976 ebenda) war ein österreichischer Bankfachmann.
Er stammte aus kleinen Verhältnissen, durfte aber wegen seiner hohen Begabung das Akademische Gymnasium besuchen.
Ockermüller leitete 1963 bis zu seinem Tod als Generaldirektor die Österreichische Länderbank und war ebenso bekannt für seine klassische Bildung und pointierten Aussprüche wie für die vorsichtige aber autoritäre Führung der ihm anvertrauten verstaatlichten Bank. Er gehörte 42 Jahre lang dem Bankinstitut an und war seit 1957 im Vorstand des Unternehmens tätig. Ockermüller war Doktor der Philosophie und Doktor der Rechtswissenschaften. 1966 wurde ihm die Ehrenbürgerschaft der Universität Wien verliehen, 1968 jene der Technischen Hochschule Wien.
Er starb nach kurzer, schwerer Krankheit. Bruno Kreisky widmete ihm in der Arbeiter-Zeitung vom 6. Dezember 1976 einen rühmenden Nachruf. Franz Ockermüller wurde am 9. Dezember 1976 im Familiengrab am römisch-katholischen Pfarrfriedhof Penzing in der Einwanggasse bestattet. Die Grabrede hielt Christian Broda, wie Friedrich Heer ein Schulfreund des Verstorbenen.
Der Theater- und Filmregisseur Kurt Ockermüller ist sein Sohn.